# Kildalton Cross

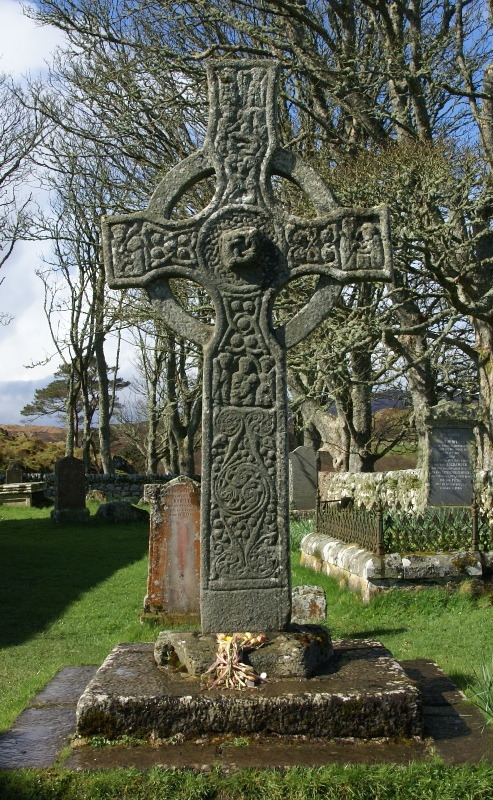
Kildalton Cross: de oostzijde is versierd met Bijbelse taferelen.

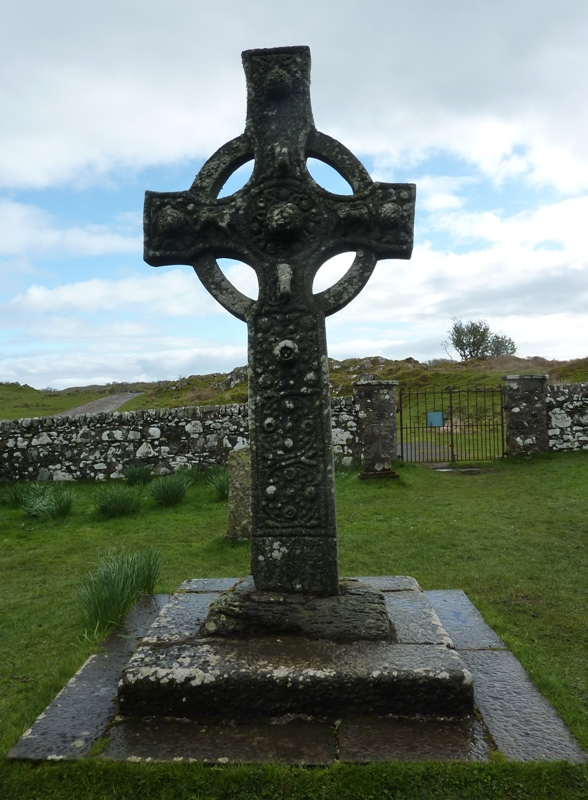
De westelijke zijde van het Kildalton Cross.

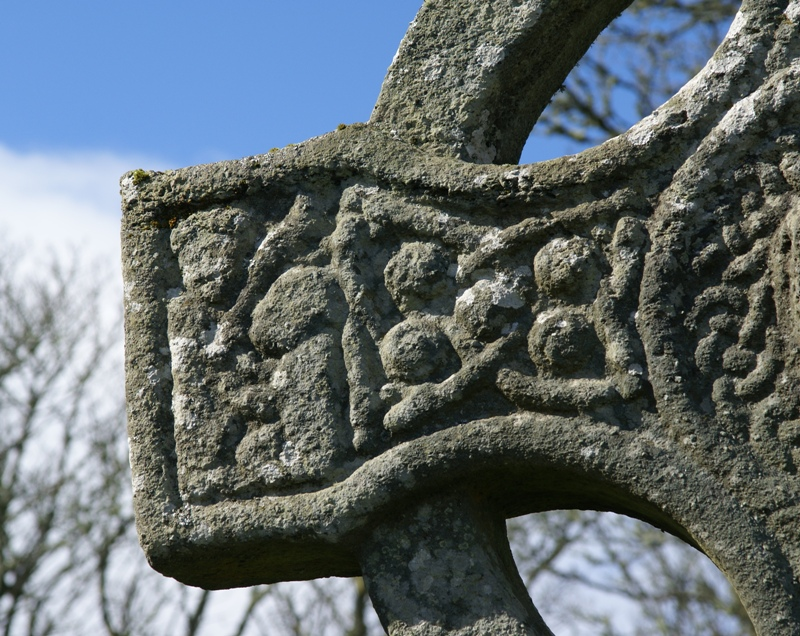
Voorstelling van Kaïn die Abel vermoordt.

Het Kildalton Cross, ook wel het Kildalton High Cross en Kildalton Great Cross genoemd, is een achtste-eeuws keltisch kruis staande op de begraafplaats bij de Kildalton Church op Islay in de Schotse regio Argyll and Bute.

## Geschiedenis
Het Kildalton Cross stamt uit de tweede helft van de achtste eeuw. Het Kildalton Cross is gemaakt in de stijl van de Iona-school. Het kruis valt hiermee in dezelfde klasse als de kruisen St Oran's Cross, St John's Cross en St Martin's Cross gevonden op Iona.
In 1862 haalde de familie Ramsay van Kildalton het kruis neer, omdat het dreigde om te vallen. Hierbij werd een klein kruis van 66 centimeter lang ontdekt onder het fundament van het Kildalton Cross met daaronder de resten van een man en een vrouw. De man leek te zijn omgekomen ten gevolge van geweld en marteling; sommige bronnen stellen dat de man tot bloedarend was gemaakt. Hierbij wordt gesteld dat het slachtoffer in kwestie de laatste abt was en dat de Vikingen hem dit aandeden.
Uiteindelijk werd het Kildalton Cross heropgericht op de oorspronkelijke locatie. Van zowel het Kildalton Cross als van het kleine kruis zijn afgietsels gemaakt. Het afgietsel van het kleine kruis staat tentoongesteld in het Museum of Islay Life in Port Charlotte. Het originele kleine kruis bevindt zich in het National Museum of Antiquities in Edinburgh.

## Omschrijving
Het Kildalton Cross is gemaakt van een enkel blok amfiboliet.
Het kruis steekt 2,65 meter boven de grond uit. Op het breedste punt is het kruis 1,32 meter breed. Het kruis is 0,32 meter dik.
Aan de oostelijke zijde staan bovenaan twee engelen afgebeeld met eronder een voorstelling van David en de leeuw. Eronder staan twee vogels afgebeeld die zich voeden met druiven. Centraal in het kruis is een bol gebeeldhouwd. Op de schacht zijn de Madonna met kind afgebeeld vergezeld van engelen. Dit is vergelijkbaar met afbeeldingen op het St Oran's Cross op Iona. Op de rechterarm van het kruis staat een voorstelling van Abraham die Isaak offert. Op de linkerarm staat een voorstelling van Kaïn die Abel vermoord met het kaakbot van een ezel of kameel. Abel is hierbij knielend afgebeeld terwijl hij een offer brengt.
Aan de westelijke zijde is midden in het bovenste deel van het kruis centraal een bol gebeeldhouwd die omringd wordt door zeven kleinere bollen, die met slangen verweven zijn. Waar de armen beginnen zijn vier leeuwen afgebeeld, die alle beschadigde koppen hebben. Op het kruis zijn meerdere slangen aangebracht; deze zijn identiek aan de slangen die gebeeldhouwd zijn op het St Martin's Cross. De genoemde bollen zijn vergelijkbaar met de bollen aangetroffen op het St John's Cross.

## Beheer
Het Kildalton Cross wordt beheerd door Historic Scotland.